# Culex hinglungensis
Culex hinglungensis är en tvåvingeart som beskrevs av Chu 1957. Culex hinglungensis ingår i släktet Culex och familjen stickmyggor. Inga underarter finns listade i Catalogue of Life.